# Željko Pavlović
Željko Pavlović (født 2. marts 1971 i Sarajevo, Jugoslavien) er en kroatisk tidligere fodboldspiller (målmand).
Pavlović startede karrieren i hjemlandet, hvor han blandt andet repræsenterede Croatia Zagreb. Senere tilbragte han adskillige år i østrigsk fodbold, hvor han var tilknyttet blandt andet LASK Linz, Austria Salzburg og Wacker Innsbruck. For det kroatiske landshold spillede han syv kampe i perioden 1996-2001.